# Giuseppe Mastromattei
Giuseppe Mastromattei (Fabriano, 17 giugno 1897 – Roma, 15 settembre 1986) è stato un prefetto italiano.
Fu in servizio a Bolzano dal settembre 1933 al marzo 1940, dando notevole impulso all'italianizzazione dell'Alto Adige. 
Rappresentò inoltre il governo italiano nella definizione e attuazione dell'accordo italo-tedesco del 1939 sulle opzioni di cittadinanza.

## Biografia

### Origini e adesione al fascismo
Nato a Fabriano (Ancona) il 17 giugno 1897 da Donato e Giovanna Carrozzo, Mastromattei conseguì prima il diploma di istituto tecnico con indirizzo fisico-matematico, poi la laurea in Scienze economiche e commerciali nel 1932.
Arruolatosi volontario durante la prima guerra mondiale, divenne ufficiale degli alpini; ferito, fu decorato al valore. Aderì al movimento sansepolcrista sin dal 1919 diventando di fatto, da giovane studente universitario, il principale animatore dei Fasci di combattimento di Genova superando anche la durissima fase seguita alla sconfitta elettorale del 1919 e fondando nella primavera del 1920 il fascio di Genova di cui divenne segretario (1920-1921), segretario regionale dei fasci liguri (1921), segretario federale di Genova (marzo-dicembre 1921). 
Squadrista nel 1922 partecipò alla marcia su Roma, divenne vice commissario generale dell'emigrazione a Rio de Janeiro (maggio 1923-marzo 1925) e in seguito commissario straordinario della federazione fascista di Torino (dicembre 1930-giugno 1931). 
Ricoprì inoltre le cariche di ispettore del Partito Nazionale Fascista (1930-1931) e di presidente dell'ACI e dell'AGIP. Dal gennaio 1934 rivestì il grado di luogotenente generale della Milizia Volontaria per la Sicurezza Nazionale (equivalente al grado di generale di divisione del Regio Esercito).

### L'attività come prefetto della provincia di Bolzano
Nel 1932 iniziò la carriera di prefetto: il 16 gennaio fu nominato prefetto di 2ª classe e destinato a Trapani, dove rimase fino al settembre 1933, mese in cui iniziò il suo incarico a Bolzano, nel corso del quale, il 1º agosto 1937, fu promosso a prefetto di 1ª classe. In Alto Adige, territorio acquisito dall'Italia in seguito alla prima guerra mondiale con il trattato di Saint-Germain-en-Laye, il regime fascista aveva già avviato un processo di italianizzazione, a cui la popolazione di lingua tedesca era profondamente ostile, tramite l'applicazione del programma del senatore Ettore Tolomei. Nella regione trovava larga adesione l'irredentismo sudtirolese, che propugnava la separazione del Sud Tirolo dell'Italia o attraverso un'annessione all'Austria come in epoca asburgica, o tramite la creazione di un Tirolo indipendente. 
L'avvento al potere di Adolf Hitler in Germania nel 1933 determinò il diffondersi dell'idea pangermanica, secondo cui tutti i territori abitati da popolazioni di etnia tedesca avrebbero dovuto formare una Grande Germania. Cosicché, in Alto Adige sorsero clandestinamente molti circoli e organizzazioni nazionalsocialisti, tra cui il Völkischer Kampfring Südtirols (VKS). In questo quadro, secondo il modello fascista del "prefetto di ferro" inviato con pieni poteri a "pacificare" regioni difficili (già sperimentato con Cesare Mori in Sicilia), Mussolini scelse di affidare l'Alto Adige a Mastromattei, il quale iniziò a monitorare costantemente e a reprimere l'irredentismo tedesco, dando nel contempo massimo impulso all'italianizzazione. Anni dopo, nell'ultimo di una lunga serie di rapporti periodicamente inviati a Mussolini, il prefetto descrisse la situazione esistente all'inizio del suo mandato in tal modo:

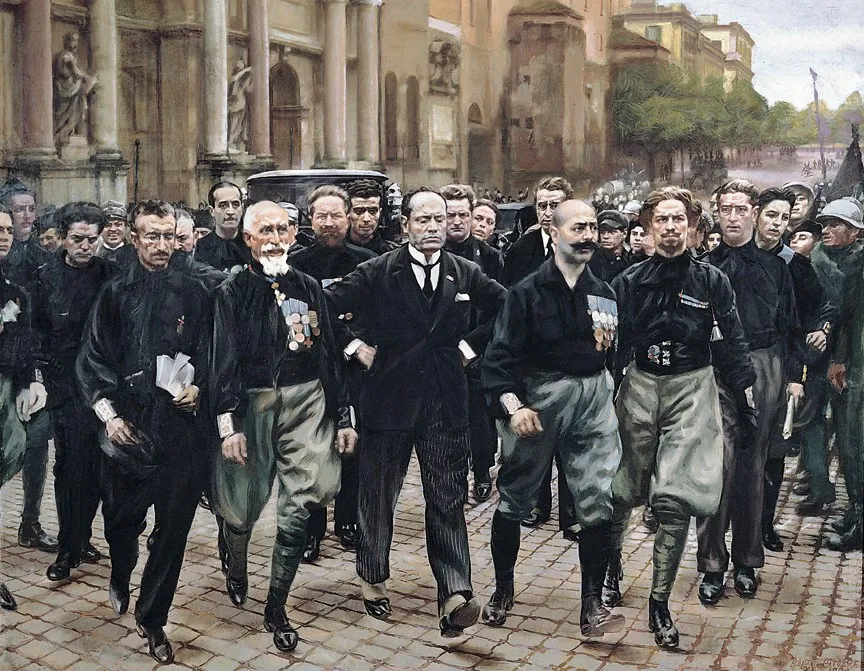
In secondo piano sulla sinistra Giuseppe Mastromattei

Mastromattei favorì l'industrializzazione e la modernizzazione della regione, tradizionalmente agricola, convincendo personalmente alcune grandi aziende, come Montecatini, Lancia, Feltrinelli, Saffa e Falck ad aprire degli stabilimenti industriali in Alto Adige, avvalendosi dell'energia idroelettrica prodotta da centrali potenziate o costruite negli anni precedenti. 
La nuova zona industriale di Bolzano, edificata su un'area di tre milioni di metri quadrati, fu inaugurata il 20 dicembre 1936, divenendo ben presto meta dell'immigrazione di numerosi operai provenienti dal Trentino, dal Veneto e dal Friuli. La popolazione di Bolzano passò quindi dai circa trentamila abitanti del 1919 a oltre centomila. L'arrivo di migliaia di operai italiani suscitò le proteste dei cittadini germanofoni che vi videro un tentativo di colonizzazione temendo di essere messi in minoranza. In visita a Bolzano nel novembre 1938, il ministro degli Esteri Galeazzo Ciano commentò nel suo diario:

### Le opzioni
In seguito all'annessione dell'Austria da parte del Terzo Reich nel 1938 (Anschluss), e alla conseguente successione di Berlino a Vienna nel contenzioso con l'Italia per il possesso della regione, le organizzazioni naziste sudtirolesi intensificarono la loro attività, rimanendo tuttavia ben presto deluse dalla strategia diplomatica di Hitler, mirante a sacrificare le rivendicazioni tedesche oltre il Brennero all'avvicinamento con l'Italia fascista iniziato a partire dal 1936. Tuttavia Hitler, pur avendo solennemente riconosciuto la frontiera al Brennero il 7 maggio 1938 a Palazzo Venezia, respinse la richiesta di Mussolini di rendere la notizia pubblica, in modo da poter tornare sulla questione. Tale atteggiamento insospettiva Mastromattei, considerandolo il «primo sintomo che i tedeschi, presi da pentimenti o assaliti da ripensamenti, stavano cominciando a menare il can per l'aia».
Mastromattei fu informato dal console tedesco a Milano Otto Bene del progetto germanico di trasferire nel Reich la popolazione di etnia tedesca, in passato già decisamente respinto da Mussolini. La nuova situazione diplomatica mutò la posizione italiana, cosicché il 6 maggio 1939, in vista della stipulazione del patto d'Acciaio, si tenne presso l'Hotel Continental a Milano un incontro tra il ministro degli Esteri tedesco Joachim von Ribbentrop, il suo omologo italiano Ciano e l'ambasciatore italiano a Berlino Bernardo Attolico, per esaminare le richieste di Hitler. Ciano fece capire a Ribbentrop che la risoluzione della questione altoatesina era una condizione pregiudiziale posta dall'Italia per l'alleanza, spingendo i tedeschi a rinunciare ufficialmente alla regione. In viaggio verso Berlino per la firma del patto d'Acciaio, il 20 maggio 1939 Ciano incontrò Mastromattei e gli mostrò il testo del trattato. Secondo il prefetto, il preambolo, sancendo il definitivo riconoscimento del confine tra Italia e Germania e quindi la rinuncia dei tedeschi all'Alto Adige, avrebbe dato «una grande scossa all'irredentismo atesino».
Dopo la firma del trattato, il 17 giugno Hitler incaricò Heinrich Himmler di iniziare un negoziato per risolvere il contenzioso. Il 21 giugno Mastromattei partì per Berlino per far parte della commissione italo-tedesca per il rimpatrio degli altoatesini optanti per la Germania, sebbene Mussolini si fosse mostrato incerto sull'opportunità di inviarlo, in quanto – come riferisce Ciano – qualcuno avrebbe potuto
Mentre gli italiani volevano un patto chiuso e preciso che sancisse la partenza dei circa diecimila altoatesini di etnia tedesca e dei quattromila agitatori nazisti, i tedeschi puntavano a un accordo vago e a rinviare l'esodo, mirando a tornare sulla questione in futuro con una situazione internazionale a loro più favorevole. Qualora non fossero riusciti a evitare le opzioni, i tedeschi avrebbero impiegato tutti i mezzi propagandistici per fare in modo che avessero come esito un plebiscito per la Germania, in modo da utilizzare tale risultato come argomento a favore del diritto della regione a entrare nel Reich. Inoltre, vendendo all'Italia i beni degli optanti per la Germania in cambio di prodotti, per poi rimborsare i nuovi arrivati nel Reich con marchi di carta, i tedeschi avrebbero ripianato i consistenti debiti con l'Italia (sia diretti che ereditati dall'Austria), ammontanti a quattro miliardi e mezzo di lire. Secondo Mastromattei con questo progetto, attribuito a Hjalmar Schacht, «a Berlino pensarono di superare la crisi senza spendere un soldo, rivendendo all'Italia ciò che era già suo».
Alla riunione, svoltasi presso il comando delle SS a Berlino e durata due ore, oltre a Mastromattei parteciparono Attolico (capo della delegazione italiana), Himmler, Ernst Wilhelm Bohle (capo dell'NSDAP/AO, l'organizzazione delle sezioni del partito nazista all'estero), Otto Bene, il barone Ernst von Weizsäcker e il generale delle SS Karl Wolff. Al termine, le due parti nominarono rispettivamente Bene e Mastromattei come delegati per la gestione dell'accordo.
Le opzioni si sarebbero svolte entro il 31 dicembre 1939. I tedeschi aprirono in Alto Adige dei "centri informativi", di fatto degli uffici di propaganda gestiti dalle SS, per spingere quanti più altoatesini possibile a optare per la Germania, tramite minacce di rappresaglie e diffondendo la falsa voce che coloro che avessero optato per l'Italia (Dableiber) sarebbero stati deportati a sud del Po, in Calabria o in Sicilia. Mastromattei reagì duramente ordinando varie retate contro gli agitatori, procurandosi l'ostilità dei tedeschi. Di conseguenza nel novembre 1939, durante la fase più calda delle votazioni, Wolff si recò a Roma per protestare e ne ottenne la destituzione dal sottosegretario agli Interni Guido Buffarini Guidi.

### Dopo il crollo del fascismo e durante la Repubblica
Il 9 gennaio 1940, Mastromattei inviò a Mussolini l'ultimo rapporto sul suo operato in Alto Adige, nel quale tracciò un resoconto della sua attività e illustrò i problemi con i tedeschi. Il documento, composto da quattordici pagine dattiloscritte, rimase segreto fino all'inizio degli anni ottanta. A marzo, al termine del suo incarico a Bolzano, fu messo a disposizione e nominato presidente della costituenda Azienda Lignite Italiana, ruolo che ricoprì fino all'11 giugno 1943, giorno della sua messa a riposo.
Sempre nel 1943, Mastromattei inviò un telegramma a Pietro Badoglio, intercettato dal regime, in cui l'ex-prefetto forniva la sua disponibilità a collaborare con il maresciallo. Con la caduta del fascismo, il 25 luglio 1943, e l'istituzione della Repubblica di Salò, a causa della sua apertura nei confronti di Badoglio, trascorse 6 mesi di carcere a Venezia, da cui uscì indenne, seppur ormai non tenuto più in considerazione dal regime.
Con la fine della guerra, la commissione di epurazione deliberò nei suoi confronti il non luogo a procedere poiché fu messo a riposo prima del 25 luglio 1943. Durante l'epoca repubblicana si occupò di commercio e divenne presidente della Camera di commercio italo-egiziana. Nel 1961 pubblicò un libro riguardante i suoi trascorsi da prefetto in Alto Adige, dal titolo L'Alto Adige fra le due guerre. Morì a Roma il 15 settembre 1986.